# Kalški greben
Le Kalški greben est un sommet des Alpes, à 2 224 m d'altitude, dans les Alpes kamniques, en Slovénie.
Il est le sommet de plus de 2 000 m, le plus au sud du massif, ainsi que le point culminant de l'ensemble du Krvavec.
Sa forme est élonguée comme le suggère le mot greben qui signifie « crête ». Le versant est s'élève au-dessus de la terrasse glaciaire Kalce, d'où le « Kalški » du titre. Kalce surplombe la rive droite du cours supérieur de la vallée Kamniška Bistrica.
Le versant ouest, lui aussi bordé de parois dans sa partie supérieure, est tourné vers la vallée de la Kokra.
En 1876, la première homologuée revient à Johannes Frischauf et Primož Suhadolnik, bien que le sommet ait été atteint au préalable par des locaux et des géomètres.

## Accès randonnée
- Nord : départ du refuge Cojzova koča au col Kokrsko sedo.
- Sud : pâturages Dolga njiva, au nord des pistes du Krvavec.

## Sources
- (sl) Vladimir Habjan, Jože Drab... et al., Kamniško-Savinjske Alpe : planinski vodnik, Ljubljana, Planinska zveza Slovenije, 2004 (ISBN 961-6156-52-7). -guide de randonnée alpine pour les Alpes kamniques (Club alpin slovène).
- (sl) Tone Golnar, Bojan Pollak, Plezalni vodnik Kamniška Bistrica, Planinska zveza Slovenije, Ljubljana, 1995. -guide d'alpinisme pour la vallée Kamniška Bistrica (Club alpin slovène).
- PzS (N° 266), GzS, Grintovci - 1 : 25 000 (2005). -carte du Club alpin slovène.